# Goya albivenella
Goya albivenella är en fjärilsart som beskrevs av Émile Louis Ragonot 1888. Goya albivenella ingår i släktet Goya och familjen mott. Inga underarter finns listade i Catalogue of Life.